# Macrotus waterhousii
O Macrotus waterhousii  é uma espécie de morcego  da família Phyllostomidae . É encontrada nas Ilhas Cayman, Cuba, República Dominicana, Guatemala, Haiti, Jamaica e México, com uma extensão de Sonora a Hidalgo México, ao sul até a Guatemala e as Grandes Antilhas (excluindo Porto Rico e Bahamas ). 

## Comportamento
Vive principalmente em cavernas, mas também em minas e edifícios. A espécie é insetívora, consumindo principalmente insetos das ordens Lepidoptera e Orthoptera . 
M. waterhousii não requer escuridão completa em seu dormitório e pode ser freqüentemente encontrada perto da entrada de cavernas (com em 10-30 metros), ou mesmo edifícios parcialmente iluminados.  É possível estar em grupos, porém quase nunca estão em contato direto um com o outro.   Deixam seu poleiro normalmente  cerca de 30 minutos após o pôr do sol. 

## Reprodução
Os machos de M. waterhousii têm um ciclo interessante na produção de esperma e horários de pico para um acasalamento bem-sucedido. De dezembro ao início de junho, não há espermatozoides maduros no trato reprodutivo masculino.  A partir de junho, o ciclo espermatogênico inicia, fazendo com que o esperma esteja disponível (para acasalamento) em agosto.  Espermatozoides maduros podem ser encontrados no trato reprodutivo dos machos de agosto ao início de dezembro. No entanto, a partir de setembro, uma diminuição no tamanho dos testículos pode ser observada. 

### Desenvolvimento atrasado
Observado durante a gravidez de fêmeas de M. waterhousii, parece haver um atraso no desenvolvimento da prole. É possível que isso seja controlado pelos níveis de tiroxina plasmática (T 4 ).  Durante os dois primeiros trimestres da gravidez, os níveis de T 4 são relativamente baixos,  apenas durante o último trimestre (e lactação), os níveis de T 4 mais que dobram normalmente.  Isso corresponde ao atraso no desenvolvimento da prole observado, visto que grande parte do desenvolvimento ocorre naquele último trimestre. 

## Ecolocalização e alimentação
Como muitos morcegos, esta espécie usa a ecolocalização como meio de localizar suas presas. Em particular, Macrotus waterhousii usa uma chamada de banda larga de baixa intensidade para auxiliar em sua busca por comida.  A frequência máxima de uma chamada é 73,65 kHz com um mínimo de 46,19 kHz, criando uma largura de banda de 27,46 kHz.  A chamada varia de cerca de 1 segundo a 3 segundos.  Além da ecolocalização, M. waterhousii utiliza sons produzido pela própria presa para localizá-la.   Quando M. waterhousii está em caça, a frequência dos chamados diminui à medida que se aproxima de sua presa. 

## Área geográfica
De acordo com o registro fóssil, houve 30 ilhas que M. waterhousii habitou em números significativos.  No entanto, hoje esta espécie só é encontrada em 24 de tais ilhas originais,pois em seis ilhas aparentam ter se extinguido. Além disso, estudos de fluxo gênico mostraram que as populações em diferentes ilhas são funcionalmente distintas (geneticamente).  Isso mostra que os eventos de colonização entre ilhas são muito incomuns e que essas populações distintas tendem a permanecer na ilha em que nascem.  Assim, quando esta espécie se extinguir localmente em uma ilha, não é provável que a mesma seja repovoada por outra população de M. waterhousii .

## Parasitas

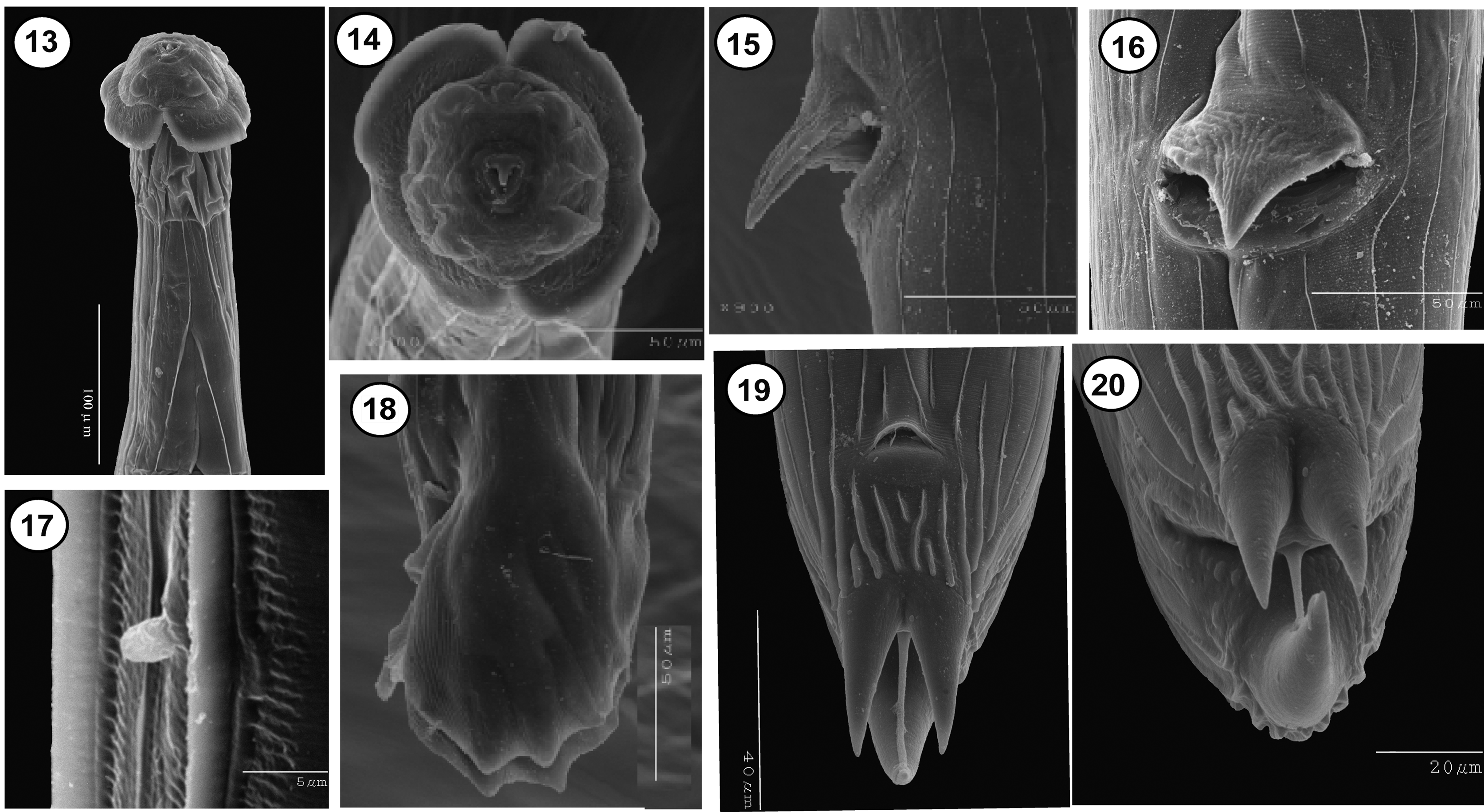
Torrestrongylus tetradorsalis, um nematóide parasita do morcego no México Central. Detalhe em microscopia eletrônica de varredura.

O nematóide Torrestrongylus tetradorsalis foi descrito em 2015. É um parasita do intestino delgado do morcego no México Central.  Foi coletado em espécimes da Reserva da Biosfera “Sierra de Huautla” no estado de Morelos.